# 724
El 724 (DCCXXIV) fou un any de traspàs començat en dissabte del calendari julià.

## Esdeveniments
- Influència creixent de la cultura xinesa al Japó, accelerada pel nou emperador, Shōmu.[1]

## Defuncions
- Yazid II califa omeia.[2]